# 関野淳太
関野 淳太（せきの じゅんた、1972年7月16日 - ）は、神奈川県茅ヶ崎市出身の元サッカー選手、元フットサル選手、元指導者、経営者。
日本フットサルリーグ (Fリーグ) ディヴィジョン1 ASVペスカドーラ町田の運営会社「株式会社 CASCAVEL FUTSAL CLUBE」取締役社長。

## 経歴
1972年、神奈川県に生まれる。小学生時に地元クラブの松浪SCでサッカーを始める。中学まで地元茅ケ崎でサッカーを続け、藤嶺学園藤沢高等学校に進学。3年時の全国高校サッカー選手権神奈川県予選ベスト8ではのちに日本代表となる岩本輝雄擁する横浜商科大学高等学校に敗れる。
高校卒業後、1991年に単身ブラジルへサッカー留学。1995年にブラジル・パラナ州1部リーグのロンドリーナ ECとプロ契約。
1996年に帰国後、当時防衛庁のサッカーチーム、厚木マーカス(関東サッカーリーグ)入団の為、海上自衛隊に入隊。5年間プレーし、2001年サッカー選手を引退。その後自衛隊員を続けながら、2002年に地元湘南地区でサッカー仲間とフットサルチームを設立。
2000年7月、P.S.T.C LONDRINA（後の湘南ベルマーレフットサルクラブ）を立ち上げ、選手兼監督となる。
2004年に全日本フットサル選手権全国優勝、日本一となる。翌年、日本のフットサルチームとしては初めてスペインで開催された、FIFAフットサル世界クラブ選手権に出場。惨敗をし、世界との大きな差を痛感する。
2006年海上自衛隊を退職し、設立したフットサルチームを地元Jリーグクラブ、湘南ベルマーレと交渉し、NPO法人湘南ベルマーレスポーツクラブ傘下、湘南ベルマーレフットサルクラブとし、同クラブジェネラルマネージャーに就任。
2007年日本フットサルリーグ開幕と同時にASVペスカドーラ町田に移籍。営業、ホームタウン事業、トップチームコーチ兼通訳を担当。
2010年トップチーム監督に就任し、4シーズン監督を務める。
その後フロント業に転身し、営業、事業部長を歴任する。営業、監督、コーチを務め、外国人選手の通訳も兼務した。コロナ禍でスポンサーが離れてしまったのを機会に、2022年2月にASVペスカドーラ町田の代表取締役社長に就任する。地域を駆け回って、苦しい経営をそのまま伝えたことで、街の皆からの助力を受けた。地域への恩返しとばかりに、2023年度は目立った選手の補強が無かったにも関わらず、開幕から優勝争いをする快進撃に続け、2023年12月までのレギュラーシーズンを1位で終えた。2023年度のシーズン中、ホーム戦の入場者数はリーグ最多を記録した。